# Sanaz Toossi
Sanaz Toossi (1992) è una drammaturga e sceneggiatrice statunitense.

## Biografia
Sanaz Toossi è nata e cresciuta nell'Orange County, figlia di un'immigrata iraniana. Dopo gli studi all'Università della California - Santa Barbara e all'Università di New York, nel 2022 ha esordito nell'Off-Broadway con il dramma English, per cui ha vinto il Lucille Lortel Award, l'Obie Award e il Premio Pulitzer per la drammaturgia. Nello stesso anno esordisce come sceneggiatrice con Ragazze vincenti - La serie.

## Opere
- English (2022)
- Wish You Were Here (2022)

## Filmografia parziale

### Sceneggiatrice
- Ragazze vincenti - La serie (A League of Their Own) - serie TV, 7 episodi (2022)